# Émile Jourdan

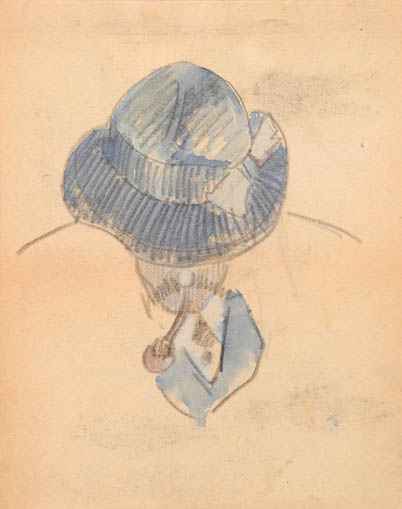
Émile Jourdan door Gustave Loiseau

Émile Jourdan (Vannes, 30 juli 1860 - Quimperlé, 29 december 1931) was een Frans kunstschilder. Hij werd beïnvloed door het impressionisme en behoorde tot de School van Pont-Aven.

## Leven en werk
Jourdan was de zoon van een officier. Hij studeerde aan de École des Beaux-Arts in Parijs en later aan de Académie Julian, onder William Bouguereau en Tony Robert-Fleury. Samen met zijn vriend Édouard Michelin opende hij een studio in Parijs, maar kort daarna trok hij naar Pont-Aven, waar hij zich aansloot bij de kunstenaarsgroep rondom Paul Gauguin. Hij werkte er samen met kunstenaars als Émile Bernard, Ernest de Chamaillard, Charles Laval en Henry Moret en raakte nauw bevriend met Maxime Maufra, met wie hij in het Hôtel de Bretagne woonde. Vaak schilderde hij op het landgoed Lézaven, waar zijn grote voorbeeld Gauguin een atelier had.
Jourdan schilderde in de stijl van het impressionisme en het synthetisme, hoofdzakelijk landschappen en zeegezichten. Zijn stijl viel vooral op door een sterke nadruk op het licht, waardoor hij ook wel le peintre de la lumière werd genoemd. Hij was echter minder succesvol dan de meeste van zijn collega-schilders. In 1891 huwde hij met de Catherine Guyader, een negentienjarige dienster in het Hôtel de Bretagne, met wie hij twee zonen en een dochter kreeg, maar hij kon hen nauwelijks onderhouden. Uiteindelijk zouden zijn vrouw en kinderen hem in 1910 verlaten. Daarna werd zijn werk aanzienlijk somberder en weerspiegelde het zichtbaar zijn angsten. Hij overleed in 1931 in een hospice in Quimperlé, in grote armoede, kreupel en alcoholisch.

## Galerij

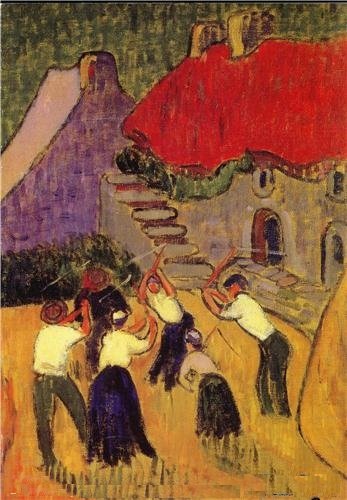
La battage au fléau
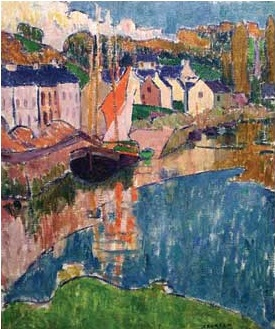
Barques au port de Pont-Aven
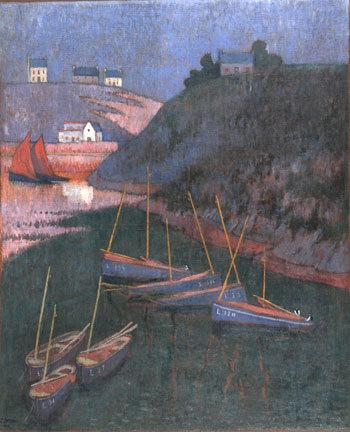
Le port de Brigneau
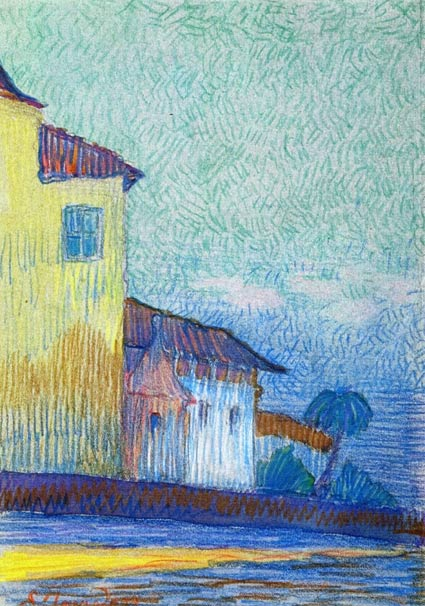
Palmboom in Bretagne
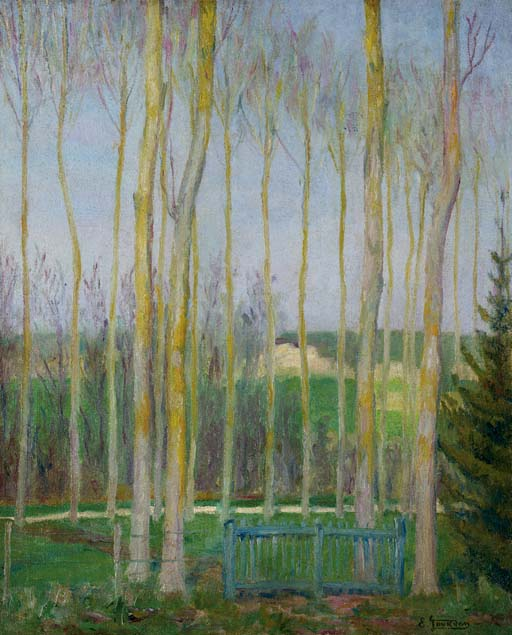
Peupliers
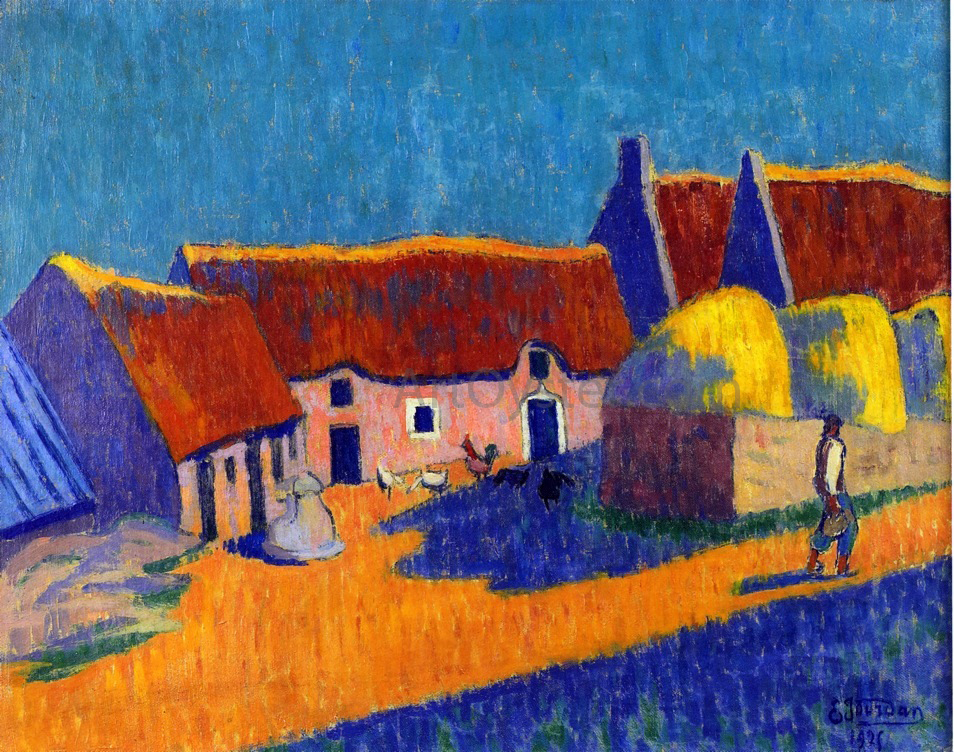
Breton village
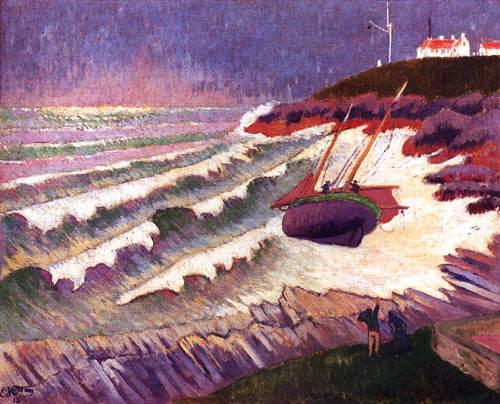
Bateau a la cote
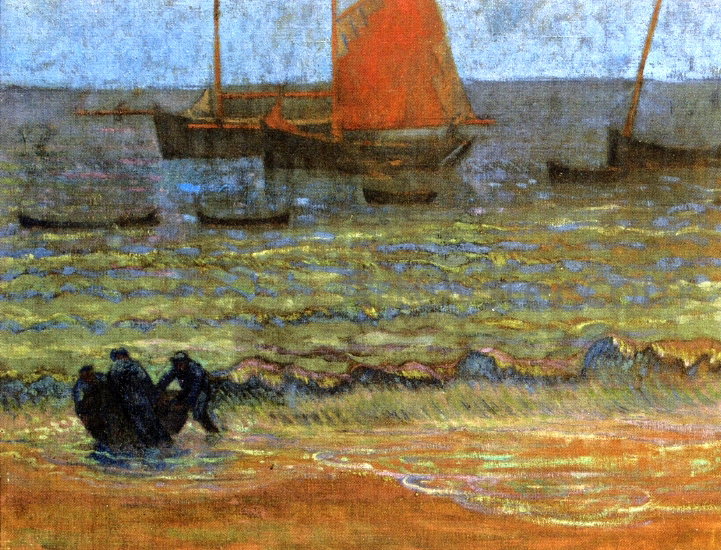
Zeezicht in de schemer
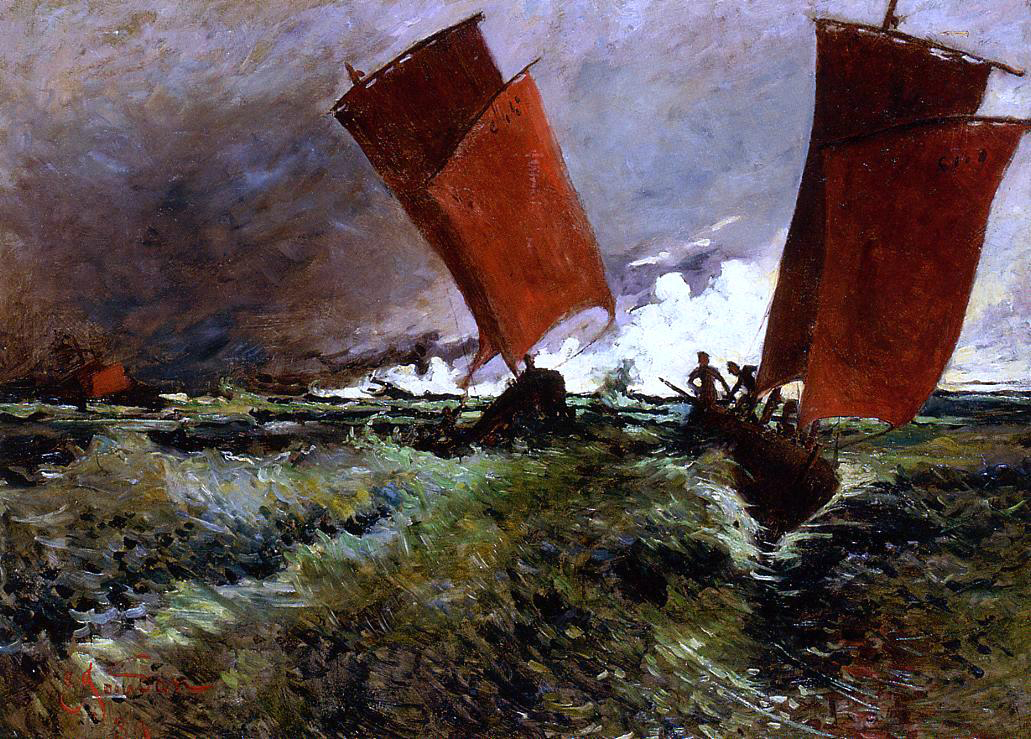
Rode zeilen
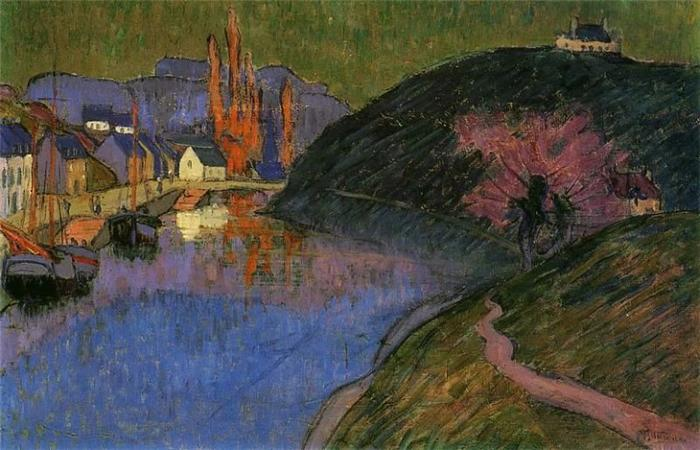
Le port de Pont-Aven